# Sam Smith
Samuel Frederick Smith (Londres; 19 de mayo de 1992), cuyo nombre artístico es Sam Smith, es una celebridad británica profesional en el canto y la composición. 
Creció en una localidad rural de Inglaterra; empezó a asistir a clases de canto con ocho años, participando al mismo tiempo en obras de teatro musical. A lo largo de su adolescencia, varios representantes artísticos intentaron lanzar su carrera, pero sin resultados. A los dieciocho años, bajo la inspiración de la historia de Lady Gaga, se mudó a Londres para enfocarse en su carrera musical. En octubre de 2012, saltó a la fama cuando apareció en el sencillo «Latch» de Disclosure, que alcanzó el puesto número 11 en la lista de sencillos británica. Su siguiente colaboración, «La La La» de Naughty Boy, tuvo aún mayor éxito y se situó en el puesto número 1 de la lista de sencillos británica a inicios de 2013. Posteriormente, Steve Barnett de Capitol Records, impresionado por su voz durante un concierto, le ofreció un contrato discográfico.
Al año siguiente, ganó la encuesta Sound of 2014 realizada por BBC, y recibió el galardón elección de los críticos en los Premios Brit de 2014. En febrero y abril, lanzó sus sencillos «Money on My Mind» y «Stay with Me» de su álbum debut In the Lonely Hour (2014), respectivamente. Ambos temas lograron el puesto número 1 del listado de sencillos de Reino Unido; el segundo de ellos supuso su entrada en el mercado musical estadounidense y alcanzó la posición 2 del Billboard Hot 100. Smith recibió buenas críticas, sobre todo por su destreza vocal. En la 57.ª edición de los Premios Grammy obtuvo los galardones a mejor artista novel, canción del año, grabación del año y mejor álbum de pop vocal. Por otro lado, en los Premios Brit de 2015 ganó los premios artista revelación británico y éxito global gracias a sus ventas internacionales. En 2016 Smith recibió el Globo de Oro y el Óscar a la mejor canción original por el tema «Writing's on the Wall», de la película Spectre. Ha vendido más de 20 millones de álbumes a nivel mundial.
En 2019, Smith se declaró de género no binario.

## Carrera musical

### 2007-13: Comienzos y revelación
Durante su infancia y adolescencia asistió a ensayos de teatro musical, y conformó bandas de jazz, combinación que «no solo le enseñó la disciplina y la técnica para aprovechar y controlar su voz, sino también empujar su rango vocal hasta el límite». También sostiene que «tenía pasión por la música pop». A los ocho años, comenzó a tomar clases de canto y a componer canciones con una cantante de jazz de su localidad llamada Joanna Edén, después de que sus padres lo oyeran cantar una canción de Whitney Houston cuando lo llevaban a la escuela. Su instructora de canto regularmente hacía que la acompañara en los coros en un club donde cantaba. A los once años, se compró un amplificador y utilizaba un pequeño invernadero en su casa, al que se accedía por unos escalones, como escenario improvisado; Smith cantaba a petición de su madre en las cenas para sus amigos y socios. Desde los doce años, tuvo seis representantes artísticos diferentes, quienes alentaban ilusiones de fama que no llegaron a realizarse. En 2008, actuó teloneando el concierto de Adele en el Shepherd’s Bush Empire y conoció a Elvin Smith, quien posteriormente sería uno de sus mánagers. Al año siguiente, su madre perdió el empleo porque la compañía para la que trabajaba consideró que perdía demasiado tiempo administrando la carrera musical de Smith. Con el fin de perseguir una carrera musical, y con la motivación de la historia de Lady Gaga, se mudó a Londres a los dieciocho años, y trabajó sirviendo en varios bares de la ciudad durante dos años.
A finales de 2012, aún sin firmar un contrato discográfico, Smith conoció al dúo Disclosure mientras coescribía «Lay Me Down» junto con su mánager Elvin Smith y Jimmy Napes. A aquellos les encantó el tema, y como estaban trabajando en su álbum debut, le ofrecieron colaborar en la composición de «Latch» para la cual además prestó su voz. Tras su lanzamiento en octubre de 2012 ingresó en la posición 11 de la lista de popularidad de sencillos británica y supuso el inicio de su carrera musical. «Lay Me Down» se puso en venta en febrero de 2013  y llamó la atención tanto de la crítica nacional como extranjera por la sinceridad en su composición y por la sonoridad de la voz de Smith. Según Emily Tan, reportera de The Line Of Best Fit, Smith «rápidamente demostró que iba por buen camino para ser la próxima gran estrella». Nick Raphael y Jo Charrington, empleados de London Records admiraban su talento vocal y le propusieron un contrato por dos meses; al respecto, Raphael comentó que recordaba «haber escuchado “Latch” y pensando, “Ninguna persona puede abarcar tantos rangos vocales a la vez sin pasar por una computadora”», por su parte, Charrington agregó que «nunca habíamos oído una voz igual en nuestros veinte años de trabajo juntos». Smith también participó como vocalista en «La La La» de Naughty Boy. El tema se convirtió en otro éxito comercial e ingresó a la posición 1 de la lista de sencillos británica, y demostró que el triunfo con «Latch» «no fue una casualidad». Al culminar 2013, el tema figuró como el más vendido del año en el Reino Unido; sin embargo, Andrew Hampp, de Billboard, sostuvo que Smith seguía siendo «un misterio», ya que no aparecía en ningún videoclip.
En 2013 Smith lanzó su primer extended play (EP), Nirvana, que consta de cuatro canciones. La primera, titulada «Safe with Me», fue producida por Two Inch Punch y se estrenó en el espectáculo BBC Radio 1Xtra de MistaJam el 24 de julio de 2013. El segundo tema del EP fue producido por Craze & Hoax y Jonathan Creek; la cantautora Adele promovió la canción a través de Twitter, calificándola como «muy, muy buena». El extended play también incluye una versión acústica en solitario de «Latch» y una versión en vivo de «I've Told You Now». A finales de noviembre de 2013, se llevó a cabo el lanzamiento de «Together», un tema de Disclosure en que Smith colaboró junto con Nile Rodgers y Jimmy Napes. En los premios Mobo de 2013,obtuvo la nominación a Mejor Artista Revelación, y «La La La», tema en el que colaboró con Naughty Boy, recibió los galardones a la mejor canción y mejor vídeo.
Steve Barnett, un empleado de Capitol Records, descubrió a Smith en un club en el Oeste de Londres y le ofreció un contrato discográfico con el sello en 2013. Según el empresario, asistió a un concierto que Smith realizó en marzo del mismo año y, notando su destreza vocal, les envió un mensaje de texto a sus socios donde comentó que estaba «viendo a alguien que podría cambiar el futuro de [Capitol]».

### 2014-16: Éxito internacional conIn the Lonely Houry «Writing's on the Wall»
A pesar de haber iniciado su carrera entre el 2012 y el 2013, Smith no empezó a tener un amplio reconocimiento hasta febrero de 2014, cuando el videoclip de su segundo sencillo, «Money on My Mind», dio a conocer su cara y su propia identidad como solista. Tanto fue su éxito con sus dos primeras colaboraciones, que incluso antes del lanzamiento de su álbum de estudio debut, llamó la atención de los críticos y del público británico al ganar la encuesta de Sound of 2014 realizada por la BBC. Al mismo tiempo, recibió el premio a la elección de los críticos en los Premios Brit de 2014. Para crear interés entre el público norteamericano, su sello organizó su presentación en la 56.ª edición de los premios Grammy. El 20 de enero de 2014 Smith hizo su debut en la televisión estadounidense con «Latch» de Disclosure en Late Night with Jimmy Fallon. También interpretó «Stay with Me» y una versión acústica de «Lay Me Down» en Saturday Night Live a finales de marzo, que conquistó plenamente a la audiencia. Además, contó con la promoción de las cadenas MTV y VH1 al aparecer en sus comerciales de televisión como «artista para vigilar» y «artista que deberías conocer», respectivamente.

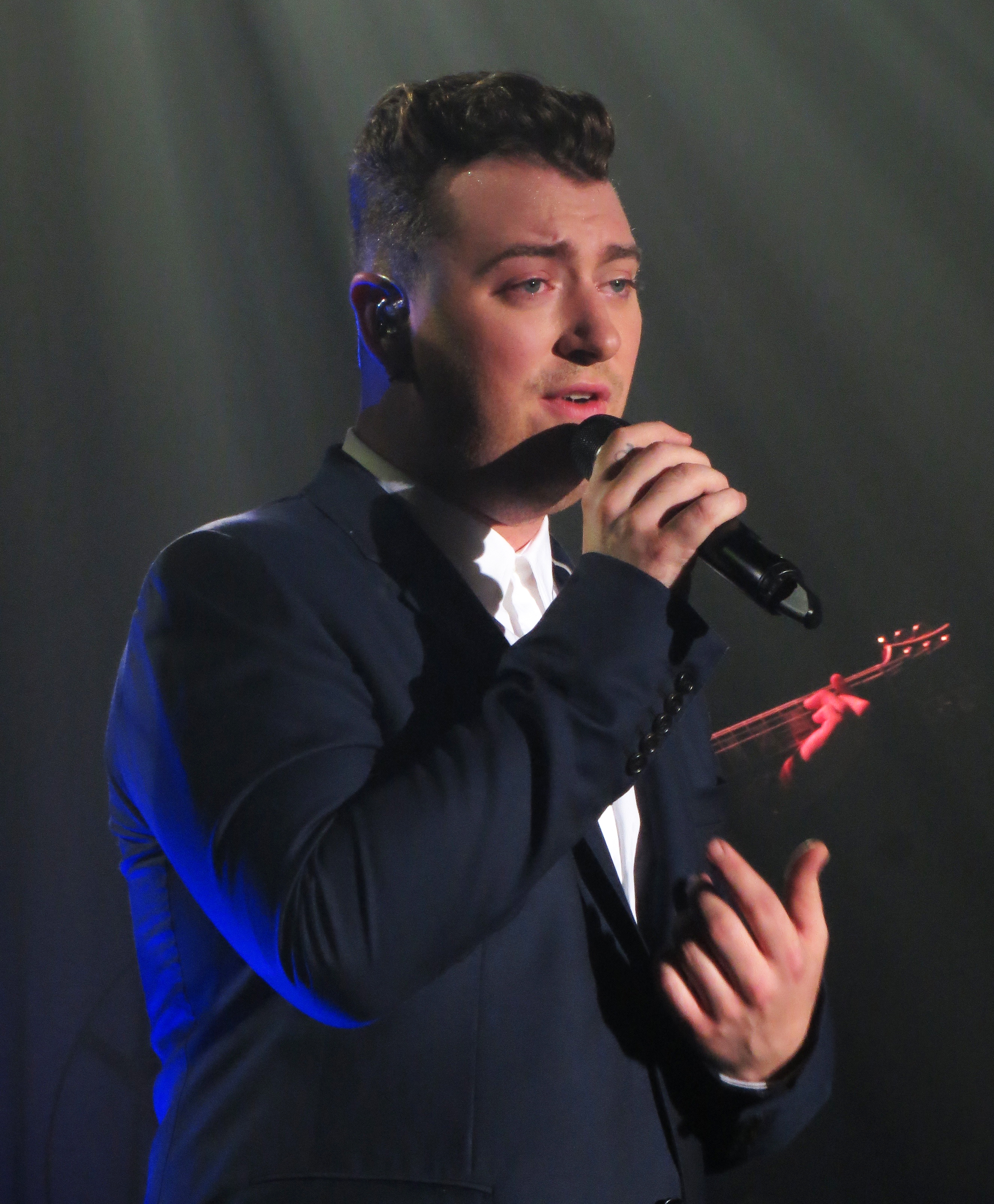
Durante el 2014, Smith recibió comparaciones con la cantante Adele.

Su álbum debut, titulado In the Lonely Hour fue puesto en venta en los mercados musicales británicos el 26 de mayo de 2014 a través del sello discográfico Capitol Records. El contenido mezcla los géneros pop, soul y R&B, y está inspirado en un amor no correspondido. In the Lonely Hour alcanzó la número 1 en la lista de álbumes británica y la número 2 en la lista de popularidad estadounidense Billboard 200. En general, recibió revisiones favorables de parte de los críticos. La atención se enfocó en la destreza vocal de Smith y la revista Rolling Stone comentó que se estaba posicionando como un «Adele masculino». Al culminar el 2014, el álbum figuró como el tercero más vendido en los Estados Unidos con 1.21 millón de copias, solo detrás de la banda sonora Frozen y de 1989 de la cantautora Taylor Swift. Asimismo, se convirtió en el segundo álbum más vendido en el Reino Unido en 2014, solo detrás de x de Ed Sheeran. A mediados de 2015, se anunció que In the Lonely Hour había perdurado más de un año entre los primeros cinco de la lista de álbumes de Reino Unido, hazaña que solo había logrado The Beatles. En el reporte de ventas de álbumes de 2015 de Reino Unido, In the Lonely Hour se ubicó en el tercer lugar, con 893 000 copias, solo detrás de 25, de Adele, y x de Sheeran, y en el informe de los Estados Unidos de 2015, figuró como el octavo más vendido con 1.74 millón de unidades. In the Lonely Hour ha vendido 2.1 millones de copias en el Reino Unido y 2.9 millones en los Estados Unidos. En septiembre de 2015 se anunció que In the Lonely Hour había rebasado los 8.5 millones de copias en todo el mundo. Smith inicialmente promocionó a In the Lonely Hour en distintos clubes de Reino Unido, Europa y Estados Unidos. Al mismo tiempo, actuó junto a otros artistas como Taylor Swift y Mary J. Blige. En 2015, se embarcó en su primera gira musical, In the Lonely Hour Tour, por Norteamérica, Europa, Oceanía, Asia y Sudamérica. Sin embargo, tuvo que aplazar varios espectáculos por problemas en las cuerdas vocales.
El sencillo «Stay with Me» entró en el número 1 de la lista de sencillos británica y en la posición 2 del Billboard Hot 100 de Estados Unidos, respectivamente. Una nueva versión a dúo con Mary J. Blige salió al mercado musical, apoyada con un vídeo musical que se estrenó en el programa First Listen de NPR. En agosto, Varianza Magazine nombró a «Stay with Me» canción del verano. En los MTV Video Music Awards 2014, obtuvo la nominación a «artista para vigilar y «mejor vídeo masculino» por «Stay with Me», y llevó a cabo una puesta en escena del tema. En enero de 2015, se anunció un acuerdo entre Sam Smith, Tom Petty y Jeff Lynne por el cual les cedió el 12.5 % de las regalías de «Stay with Me», debido a las similaritudes entre el tema de Smith y «I Won't Back Down» (1989) de Petty y Lynne, que además recibieron crédito como coautores, a pesar de manifestar que la semejanza entre las canciones era accidental.
A finales de agosto de 2014, se llevó a cabo el lanzamiento del cuarto sencillo del álbum, «I'm Not the Only One», que alcanzó el número tres en el Reino Unido y la número cinco en Estados Unidos. En marzo de 2015 reeditó la canción «Lay Me Down» y la puso en venta como el quinto sencillo de In the Lonely Hour; el tema llegó a la posición 8 del Billboard Hot 100, lo que lo convirtió en el tercer sencillo de Smith en alcanzar los primeros diez puestos en la lista. Ese mismo mes, grabó otra versión de la canción, con John Legend, para la teletón caridad británica Comic Relief, y alcanzó el número uno en la lista de éxitos en el Reino Unido. De forma similar, junto a varios artistas británicos e irlandeses grabó una nueva versión de «Do They Know It's Christmas?» para ayudar a los afectados por la epidemia de ébola en África Occidental.

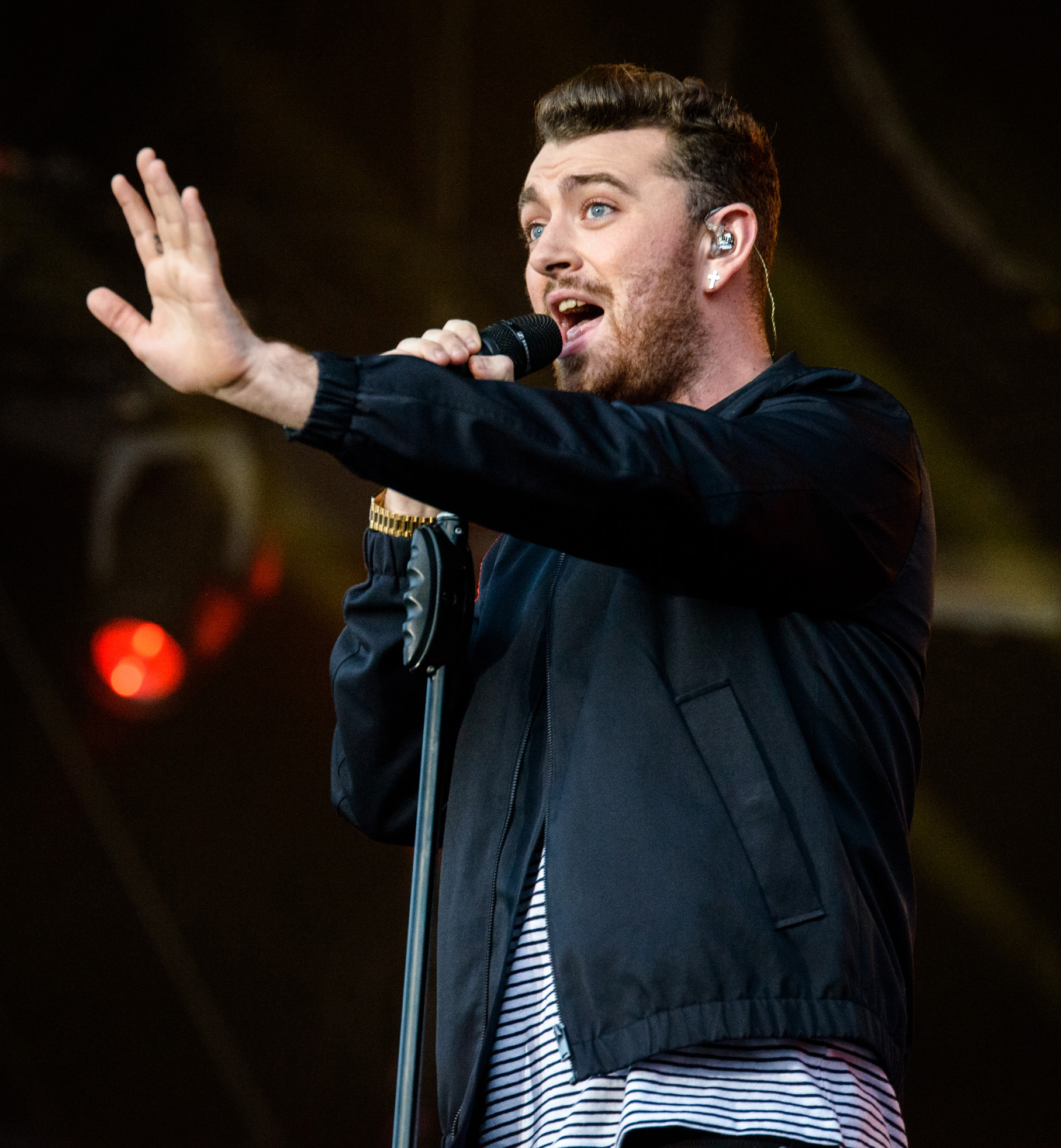
Smith en una actuación musical en Lollapalooza en Berlín en septiembre de 2015.

En junio de 2014 Smith apareció por primera vez en la portada de la revista The Fader en su 92.ª edición. Luego de dos meses de noviazgo, en enero de 2015 se separó del modelo y actor Jonathan Zeizel. En la 57.ª edición de los Grammy, junto con Mary J. Blige interpretó «Stay With Me» y recibió los galardones mejor artista nuevo, canción del año, grabación del año y mejor álbum de pop vocal. También optó por álbum del año y a la mejor interpretación vocal pop solista. En los Premios Brit de 2015 cantó «Lay Me Down» y ganó los premios artista revelación británico y éxito global, y en los Billboard Music Awards de 2015 fue elogiado como el mejor artista nuevo y mejor artista masculino. A finales de julio de 2015, se lanzó su segunda colaboración con Disclosure, «Omen», que obtuvo el puesto 13 en la lista de sencillos de Reino Unido.
A principios de septiembre de 2015, In the Lonely Hour rompió el récord del elepé con la mayor duración entre los primeros diez del listado de álbumes británica, con un total de sesenta y siete semanas ininterrumpidas. El 7 de septiembre, Smith confirmó que había grabado una canción titulada «Writing's on the Wall» para la película Spectre de James Bond, a su vez anunció que sería lanzado a finales del mismo mes. El tema entró en la posición 1 de la lista de sencillos británica con más de 70 000 copias vendidas durante su primera semana, lo que la convirtió en la primera canción para las películas de James Bond que encabeza dicho listado de éxitos británicos. Además pasó a ser el quinto sencillo número uno de Smith en su territorio natal. En octubre, el Guinness World Records informó que Smith había establecido dos récords, al ser el primer artista que interpreta un tema para James Bond y logra entrar en la posición 1 de la lista de sencillos británica, y por las sesenta y nueve semanas consecutivas de In the Lonely Hour entre las primeras diez posiciones de la lista de álbumes británica, respectivamente.
El 2 de noviembre de 2015 Smith publicó a «Drowning Shadows» como sencillo principal para la reedición de su álbum de estudio debut, In the Lonely Hour: The Drowning Shadows Edition, que salió al mercado musical el 6 del mismo mes. Smith estuvo nominado a los premios artista del año, artista masculino favorito de pop/rock y álbum favorito de pop/rock por In the Lonely Hour en los American Music Awards de 2015, respectivamente. A principios de 2016 Smith ganó el Globo de Oro a la mejor canción original por «Writing's on the Wall», de Spectre, lo que lo convirtió en el segundo artista que compone una canción para Bond y obtiene un galardón en dicha ceremonia, solo detrás de Adele con «Skyfall». «Writing's on the Wall» también ganó el Óscar a la mejor canción original en su edición 88, en febrero de 2016. Smith causó controversia al citar en su discurso de aceptación una declaración de Ian Mckellen, quien en un artículo publicado meses antes de la ceremonia de premiación, afirmó que ningún homosexual declarado había ganado un Óscar. Tras ello, Dustin Lance Black rebatió su declaración, y explicó que no era el único hombre abiertamente homosexual en ganar dicho premio.

### 2019-21:Love Goes
Luego de lanzar «Promises» junto con el DJ escocés Calvin Harris, Smith lanzó «Dancing with a Stranger», junto con la cantante de R&B Normani a principios de 2019. En el mismo año también lanzó las canciones «How Do You Sleep?» y un cover de la canción de Donna Summer, «I Feel Love».
Al año siguiente, Smith lanzó «To Die For», coincidiendo con la celebración del Día de San Valentín. También había revelado que la canción compartiría el nombre con su tercer álbum, el cual estaba programado para ser estrenado en mayo de 2020, al igual que una lista parcial de canciones que serían incluidas en el álbum, aunque posteriormente, la fecha de lanzamiento del álbum fue retrasado para junio del mismo año.
A fines de marzo de 2020, Sam Smith anunció por sus redes sociales que su tercer álbum iba a ser retrasado una vez más y que iba a ser renombrado por un título aún no anunciado, todo esto debido a la pandemia del COVID-19. Smith expresó en un comunicado que "el título de mi álbum e inminente lanzamiento no se sentían correctos, por lo que he tomado la decisión de seguir trabajando en el álbum y hacer algunos cambios y adiciones importantes". A pesar del anuncio, su tercer trabajo aún será lanzado este mismo año y que en los próximos meses seguirá lanzando nueva música.
Posterior a este anuncio, Smith lanzó «I'm Ready», una colaboración con Demi Lovato. El 18 de septiembre de 2020, lanzó el segundo sencillo titulado: «Diamonds» y anunció la fecha del lanzamiento de su tercer álbum de estudio, Love Goes, que fue publicado el 30 de octubre. El 19 de marzo de 2021, Sam Smith, publicó su primer álbum en vivo con el título de Love Goes: Live at Abbey Road Studios.

### 2022-presente:Gloria
El 25 de agosto de 2022, Smith anunció que había colaborado con la cantante alemana Kim Petras en una canción para su próximo cuarto álbum de estudio titulado Gloria. Un mes después, el 22 de septiembre Smith junto a Petras lanzaron la canción «Unholy», la cual llegó al puesto 1 de la lista Billboard Hot 100. Esto representó un hito ya que es la primera canción de un artista no binario y una persona transgénero en llegar a esa posición en dicha lista.

## Características musicales

### Influencias
| «Cuando me siento a escribir canciones, en ese momento, proyecto en la canción mis sentimientos. Creo que se puede detectar. Y cada vez que la canto, siento lo mismo que sentía cuando la estaba escribiendo». —Smith hablando acerca de como inician sus composiciones. |

Desde muy joven, se inspiró en el R&B y el soul que su madre solía escuchar en el auto. Recuerda que la primera canción que cantó fue «My Love Is Your Love» de Whitney Houston, a quien cita como uno de sus ídolos. En sus propias palabras, el motivo por el que canta en un registro tan alto es que «me he pasado toda mi vida imitando a Whitney y Chaka Khan, y [...] me resulta natural cantar así». La cantautora Lady Gaga es también una influencia significativa, y su historia fue una motivación para mudarse a Londres. También afirmó "querer ser Beyoncé" y hacer composiciones como ella. Nombró a «My Love Is Your Love» de Whitney Houston, «Through the Fire» de Chaka Khan, «I Say A Little Prayer» de Aretha y «All I Could Do Was Cry» de Etta James como sus «canciones favoritas de todos los tiempos». Dijo: «quiero hacer la música que ya no existe», refiriéndose a Houston y Luther Vandross. A su vez, Adele ha sido una inspiración desde hace mucho tiempo, al respecto comentó: «admiro cómo Adele conservó su normalidad frente al estrellato, y mantuvo su música honesta y genuina».

### Estilo vocal
En 2014 se comparaba mucho a Smith con Adele por su habilidad como cantante, y una reseña en Rolling Stone le describió como el «Adele masculino». Su rango vocal «puede elevarse de barítono a tenor», con el resultado de un «efecto dramático». Según la crítica, Smith «representa un retorno del vocalista virtuoso en la música popular» como Whitney Houston y Luther Vandross. Smith afirma que canta de manera muy apasionada  y que con su álbum debut, In the Lonely Hour (2014), intentó hacer de su voz el elemento principal. Caryn Ganz de Rolling Stone opinó que tiene el «falsete flexible de Barry Gibb y el oído de Mark Ronson». Asimismo Jim Farber, de New York Daily News remarcó que en las notas más enérgicas suena como Mick Hucknall de Simply Red; el mismo autor sostuvo que «hay algo moderno y valiente en un hombre que no tiene nada de miedo a sonar femenino».

### Estilo musical
Según Jim Farber, de New York Daily News, «Smith canta canciones soul, pero no de la manera habitual. Donde la mayoría de los cantantes de este género gritan, él gime. Mientras que la ira inspira a muchos, Smith se centra en el dolor. El suyo es el sonido de una herida, un lamento sin defensas o escudos». Jim también comentó que hay algo retrógrado en el rol de Smith. Su concentración en canciones de amor irrealizable recuerda las tristes baladas tristes de la época de la preliberación gay. Las letras de las canciones de su álbum debut, In the Lonely Hour (2014), abordan el estrellato, el amor y el hombre que lo inspiró. Se lo ha equiparado con el álbum 21 de Adele, por basarse ambos en «una relación rota». Smith alega que compuso de forma brutalmente sincera las canciones de In the Lonely Hour. A pesar de haber recibido alabanzas por su franqueza, también se ha criticado su falta de diversidad y la monotonía del álbum. Sheldon Pierce, por ejemplo aduce que «sin una lista de canciones, sería difícil diferenciarlas».

## Filantropía
Además de su carrera musical, Smith se ha dedicado a la filantropía, ayudando a diversos proyectos de caridad y causas. En noviembre de 2014, se unió al grupo de caridad Band Aid 30 y junto con One Direction, Emeli Sandé, Ed Sheeran, Ellie Goulding, Rita Ora, Bono, entre otros, grabaron una versión de la canción «Do They Know It's Christmas?» en el Sarm West Studios en Notting Hill, Londres, para recaudar dinero con el propósito de donarlo a los afectados por la epidemia de ébola en África Occidental. También en 2015, junto con John Legend, grabó una nueva versión de su tema «Lay Me Down» para apoyar al teletón de la organización caritativa británica Comic Relief, al mismo tiempo se lanzó en formato digital como sencillo de la Red Nose Day. También se ha declarado a favor de los derechos de los LGBT.

## Vida personal
Nació el 19 de mayo de 1992 en Londres, como Samuel Frederick Smith. Creció en el condado rural de Cambridgeshire en Inglaterra. Sus padres son Frederick Smith y Kate Cassidy, una bróker. Su madre era una de las primeras mujeres banqueras de Londres y la fuente de los ingresos familiares, mientras que su padre se dedicaba a las tareas del hogar. Tiene dos hermanas, Mabel y Lily Smith. Entre sus primos terceros están la cantante Lily Allen y el actor Alfie Allen. El hijo de su mejor amigo y colaborador Jimmy Napes, Jackson, es su ahijado. Estudió en la St Mary's Catholic School en Bishop's Stortford. Formó parte del Youth Music Theatre UK y apareció en la producción de la compañía en 2007 de «Oh! Carol». Smith participó en las asociaciones Bishop's Stortford Junior Operatics y Cantate Youth Choir. Alrededor de los cuatro años se declaró gay.
En una entrevista para The Sunday Times en octubre de 2017, Smith se declaró públicamente como persona de género no binario, declarando: «me siento tanto mujer como hombre», y en septiembre de 2019 decide publicar en su cuenta de Instagram que cambia sus pronombres a they/them, tras años «en guerra» con su género.
En octubre de 2017, Sam confirmó en el programa de Ellen DeGeneres su romance con el actor Brandon Flynn, pero se separaron en junio de 2018.

## Discografía
- In the Lonely Hour (2014)
- The Thrill of It All (2017)
- Love Goes[75] (2020)
- Gloria  (2023)

## Giras musicales
- In the Lonely Hour Tour (2015)
- The Thrill of It All Tour (2018)
- Gloria the Tour (2023)

## Premios y distinciones
Premios Óscar
| Año  | Categoría              | Canción                 | Película | Resultado |
| ---- | ---------------------- | ----------------------- | -------- | --------- |
| 2016 | Mejor canción original | «Writing's on the Wall» | Spectre  | Ganador   |